# Аджиевци
Аджиевци или книжовно Хаджиевци (на македонска литературна норма: Аџиевци; на албански: Axhievci) е село в Северна Македония, в община Маврово и Ростуше.

## География
Селото разположено в областта Долна Река в източните склонове на Дешат над река Радика.

## История
В XIX век Аджиевци е торбешко село в Реканска каза на Османската империя. В „Етнография на вилаетите Адрианопол, Монастир и Салоника“, издадена в Константинопол в 1878 година и отразяваща статистиката на населението от 1873 година, Аджевчи (Ajevtchi) е посочено като село с 20 домакинства, като жителите му са 48 помаци.
Според статистиката на Васил Кънчов („Македония. Етнография и статистика“) в 1900 Хаджиевци има 115 жители българи мохамедани.
На Етнографската карта на Битолския вилает на Картографския институт в София от 1901 година Хаджиевци е чисто помашко (българомохамеданско) село в Реканската каза на Дебърския санджак с 16 къщи.
По време на българското управление през Първата световна война Аджиевци е включено в Присойничка община на Галичнишка околия и има 116 жители.
Според преброяването от 2002 година селото има 149 жители.
| Националност     | Всичко |
| северномакедонци | 93     |
| албанци          | 0      |
| турци            | 56     |
| роми             | 0      |
| власи            | 0      |
| сърби            | 0      |
| бошняци          | 0      |
| други            | 0      |